# Hermocreonte
Hermocreonte (del griego Ἑρμοκρέον - Hermocreon), fue un arquitecto y escultor griego. Construyó un altar en Pario con las piedras llevadas desde la destruida ciudad de Adrastea alabado por su tamaño y belleza en la obra de Estrabón Geografía.